# Агадем
Агадем — необитаемый оазис в пустыне Тенере в республике Нигер, находится в 35 километрах от горы Чигурин.
В оазисе раньше был расположен французский колониальный форт. Теперь он брошенный и частично засыпан песком.